# Jean-Yves Lacroix
Pour les articles homonymes, voir Lacroix.
Jean-Yves Lacroix, né à Grenoble en 1968, est un écrivain, libraire et traducteur français.

## Biographie
Lacroix termine 3e au Championnat de France jeunes de Scrabble en 1982 et est vice-champion du monde de Scrabble en 1983.
Ancien élève de l'École normale supérieure (promotion 1990), il est traducteur d’œuvres de William Blake, E.E. Cummings, Herman Melville, D. H. Lawrence... Auteur d'un premier roman, Haute époque paru en 2013, il y évoque Guy Debord.
Il est libraire en livres anciens à Nîmes, puis à Paris. 
Le journal Le Monde révèle le 17 octobre 2022 qu'il est partie prenante d'un trafic de documents provenant du legs Bélias (Jean Bélias était l'un des plus célèbres bibliophiles de Paris), legs fait en totalité à la Bibliothèque littéraire Jacques-Doucet ; l'affaire est en cours fin 2022.

## Œuvre
- Bibliographie (1903-1995) des écrits de Jean Paulhan, Institut mémoires de l'édition contemporaine, 1995.
- L'Utopia de Thomas More et la tradition platonicienne, Vrin, 2007 — prix Biguet.
- Le Cure-dent , Allia, 2008, 92 p.  (ISBN 978-2-84485-283-0)[1], [6] (biographie romancée du poète Omar Khayyam).
- Haute époque, Albin Michel, 2013, 168 p.  (ISBN 978-2-226-24980-7)[7] , [8]
- Pechblende, Albin Michel, 2016, 350 p.  (ISBN 978-2-226-32876-2)